# Вперёд (Новопокровский район)
Вперёд — посёлок в Новопокровском районе Краснодарского края.
Входит в состав Кубанского сельского поселения.

## Население
| 2002 | 2010 |
| ---- | ---- |
| 374  | ↘268 |

## Улицы
В посёлке имеется один переулок — Базарный.